# Ilírico (província romana)
O Ilírico (em latim: Illyricum) ou Ilíria foi uma província romana que existiu entre 27 a.C. e o reinado de Vespasiano (69-79) d.C., que recebeu seu nome a partir do território da Ilíria, conquistado pelos romanos, e que se estendia do rio Drin (no atual norte da Albânia) até a Ístria (Itália, Croácia, Eslovênia), a oeste, e até o rio Sava (na atual Bósnia e Herzegovina), a norte. Sua capital era Salona (próxima à atual Split, na Croácia). A província acabou sendo divida em duas outras: a Panônia, no norte, e a Dalmácia, no sul.

## Etimologia
Seu nome vem do topônimo Ilíria; também era conhecida em latim como Illyris Romana, Illyris Barbara ou Illyria Barbara.

## Geografia
O território da província se estendia do rio Drin (antigo Drilon), no norte da atual Albânia, até a Ístria (Croácia), a oeste, e o rio Sava (Bósnia e Herzegovina), a norte. A cidade de Salona (próxima à atual Split, na Croácia) exercia a função de capital.

## História

### Contexto
A primeira vez em que a marinha romana cruzou o mar Adriático, em 229 a.C., se deu no contexto da primeira invasão romana da Ilíria,a chamada Primeira Guerra Ilírica.A República Romana finalmente conseguiu conquistar totalmente aquele território em 168 a.C.,após derrotar o exército do rei ilírico Gêncio. A partir de 168 a.C., o sul da Ilíria se tornou um protetorado romano, formalmente independente. 

### Província romana
A região tinha uma importância estratégica e econômica considerável para os romanos. Apresentava diversos portos comerciais importantes ao longo de seu litoral, e minas de ouro na Dalmácia, além de um gabinete imperial em Salona. A Ilíria também se tornou o ponto de partida da Via Egnácia, a grande estrada romana que ligava a cidade de Dirráquio (atual Durrës, na Albânia), às margens do Adriático, até Bizâncio, no oriente.
Em 59 a.C. a Lei Vatínia estabeleceu o Ilírico (juntamente com a Gália Cisalpina) formalmente como uma provincia (um conceito diferente do de "província", tal como conhecido nos dias de hoje), e designou Júlio César como seu administrador. A administração romana, no entanto, não transformou na prática o território como província até as guerras de Otaviano, entre os anos de 35 e 33 a.C., A primeira menção da província do Ilírico ocorreu no contexto da colonização realizada durante o período de Augusto, em 27 a.C., quando foi decretada uma província propretorial, sujeita ao controle imperial.

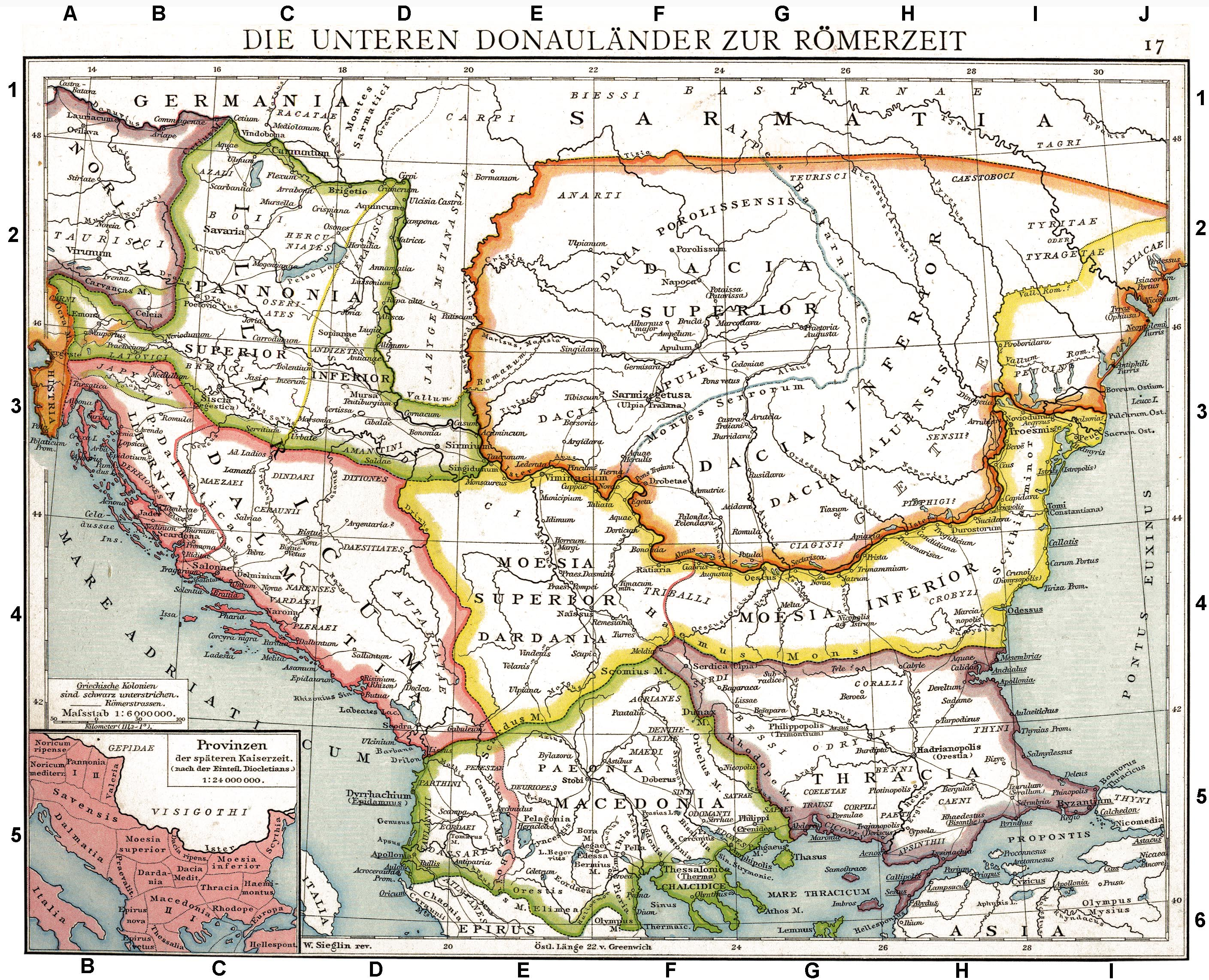
A província romana do Ilírico englobava a Dalmácia e a metade sudoeste da Panônia (Panônia Baixa)

À medida que os romanos ampliaram seu poder na região, através de uma série de campanhas conhecidas como Guerra Panônia (ou Guerras Panônias, Bellum Pannonicum, 12–9 a.C.), na qual combateram um grupo de povos conhecido coletivamente como panônios, eles expandiram a província do Ilírico.
Após esmagar a Grande Revolta Ilíria (6–9 d.C.), iniciada pelos panônios e pelos desitiatas, por volta do ano 10 d.C. (alguns acadêmicos, como Jeno Fitz, preferem situar este evento na metade final da era claudiana, entre 20 e 35 d.C.), os administradores romanos dissolveram a província do Ilírico e dividiram seu território em duas novas províncias: a Panônia, ao norte, e a Dalmácia, no sul.
Comerciantes romanos estabeleceram-se em diversas cidades no litoral da Dalmácia romana, como Iader, Salona, Narona, Epidauro. A capital, Salona, era protegida por dois campos militares romanos, situados em Burno e Delmínio.
Além da sua importância econômica, a província do Ilírico era uma fonte muito valiosa de indivíduos recrutados para integrar as tropas militares romanas. Do século III ao VI a grande parte destes soldados eram recrutados do Ilírico e da Trácia romana, entre outros territórios. O historiador neozelandês Ronald Syme ressaltou a importância do Ilírico como "a província que mantinha unido o império". Como principal sede de recrutamento, e com exércitos mantendo uma presença contínua em seu território, ele dispunha de um comandante-em-chefe em cargo do exército ilírio, o mestre dos soldados da Ilíria (magister militum per Illyricum), sediado em Naísso.

### As reformas de Diocleciano
O termo "Ilírico" (Illyricum) continuou a ser usado para se referir à parte ocidental da península balcânica. Paulo de Tarso mencionou, em sua Epístola aos Romanos, que estava na região para pregar o "Evangelho de Cristo". Em meados do século IV, a prefeitura pretoriana do Ilírico foi estabelecida, como uma das quatro prefeituras pretorianas na qual o Império Romano foi dividido; ela abrangia a Panônia, a Nórica, Creta e toda a península dos Bálcãs, com exceção da Trácia. Esta prefeitura existiu até o início do século VII.

### Legado
Os povos nativos da região tornaram-se célebres por suas proezas militares, e foram uma fonte importante de mão-de-obra para o exército romano. Diversos imperadores romanos nasceram na região, entre eles Aureliano, Cláudio II, Constantino e Diocleciano, assim como os imperadores bizantinos Anastácio I Dicoro (r. 491–518) e Justiniano (r. 527–565).
As regiões contidas em seu território foram alteradas ao longo dos séculos, embora grande parte da antiga Ilíria tenha permanecido parte integrante do Ilírico, ainda que o sul da Ilíria tenha passado a ser designado Novo Epiro, e formado parte da Macedônia romana.